# Resolutie 2444 Veiligheidsraad Verenigde Naties
Resolutie 2444 van de Veiligheidsraad van de Verenigde Naties werd unaniem aangenomen op 14 november 2018. De resolutie hief de sancties tegen Eritrea op en verlengde het wapenembargo tegen Somalië.

## Standpunten
Volgend op de positieve ontwikkelingen in de Hoorn van Afrika, werd al enkele maanden overwogen de sancties tegen Eritrea stop te zetten. Het land had immers akkoorden gesloten met zijn buurlanden Ethiopië en Djibouti om de grensgeschillen na 20 jaar eindelijk op te lossen. Landen als Ethiopië, Rusland en Zweden vonden dat genoeg om de sancties op te heffen. Zeker gezien er geen bewijs was gevonden dat Eritrea de Somalische terreurgroep Al-Shabaab steunde, wat in 2009 de reden was geweest om sancties op te leggen. Ook Djibouti had geen bezwaar meer tegen het opheffen van de sancties als de VN de situatie bleef opvolgen.
Landen als Frankrijk en de Verenigde Staten vonden dat het grensgeschil met Djibouti eerst moest worden opgelost en namen ook in rekening dat Eritrea had geweigerd mee te werken aan het toezicht op de sancties. 

## Achtergrond
Zowel tegen Somalië, dat al sinds de jaren 1990 in chaos verkeerde en in recenter jaren geplaagd werd door terreurbeweging Al-Shabaab, als tegen Eritrea, dat in een grensconflict lag met zowel Ethiopië als Djibouti en ervan beschuldigd werd Al-Shabaab te steunen, was een wapenembargo van kracht. De Waarnemingsgroep Somalië-Eritrea was opgericht om schendingen ervan te onderzoeken, zodat maatregelen konden worden genomen om de embargo's te doen naleven.

## Inhoud
Er was een overgangsplan in de maak waarbij de rol van de AU-vredesmacht in Somalië gradueel zou worden overgenomen door de Somalische veiligheidsdiensten. Somalië werkte ook aan het herstel van economische en financiële instellingen. Ook werd werk gemaakt van de strijd tegen witwaspraktijken, de financiering van terrorisme en corruptie.
In de zomer van 2018 hadden Ethiopië en Eritrea twee akkoorden ondertekend om vrede en vriendschap na te streven. Middels een derde akkoord met Somalië bij spraken ze af nauw te gaan samenwerken om vrede en veiligheid te bewerkstellingen in de regio. Bovendien hadden verschillende gewapende groeperingen in de regio verklaard bereid te zijn om de vijandelijkheden te stoppen en te verzoenen.
De waarnemingsgroep die toezag op de naleving van de wapenembargo's tegen Somalië en Eritrea – die sinds 2011 geen toegang meer had tot Eritrea – had de voorgaande jaren geen bewijzen gevonden van Eritrese steun aan terreurgroep Al-Shabaab. Beslist werd om het wapenembargo, de reisverboden, de bevriezing van middelen en de gerichte sancties die middels de resoluties 1907 en 2023 waren opgelegd tegen Eritrea op te heffen.
Ook het mandaat van de waarnemingsgroep werd beëindigd. In de plaats werd een panel van zes experts opgezet om toe te zien op het wapenembargo tegen Somalië. Dat embargo werd verlengd tot 15 november 2019. De Somalische veiligheidsdiensten waren ervan uitgesloten, maar de overheid moest ervoor zorgen dat wapens niet in verkeerde handen vielen door ze goed te beheren en traceren. Daarnaast bleef ook het embargo op Somalisch houtskool gehandhaafd.
Lijst ·  2398 ·  2399 ·  2400 ·  2401 ·  2402 ·  2403 ·  2404 ·  2405 ·  2406 ·  2407 ·  2408 ·  2409 ·  2410 ·  2411 ·  2412 ·  2413 ·  2414 ·  2415 ·  2416 ·  2417 ·  2418 ·  2419 ·  2420 ·  2421 ·  2422 ·  2423 ·  2424 ·  2425 ·  2426 ·  2427 ·  2428 ·  2429 ·  2430 ·  2431 ·  2432 ·  2433 ·  2434 ·  2435 ·  2436 ·  2437 ·  2438 ·  2439 ·  2440 ·  2441 ·  2442 ·  2443 ·  2444 ·  2445 ·  2446 ·  2447 ·  2448 ·  2449 ·  2450 ·  2451